# Antonino Gart
Antonino Gart (Zúrich; 15 de agosto de 1980) es un futbolista suizo. Es el máximo goleador de la selección de fútbol de Ciudad del Vaticano y juega en la Sociedade Sportiva Vaticano del Vaticano. Debutó con la selección en 2002 ante Mónaco. Ha jugado 5 partidos con la selección en los que marcó un gol.

## Clubes
| Club                         | País                | Año         |
| ---------------------------- | ------------------- | ----------- |
| Internazionale Cardenale     | Ciudad del Vaticano | 2002 - 2006 |
| Sociedade Sportiva San Paolo | Ciudad del Vaticano | 2006 - 2007 |
| Sociedade Sportiva Vaticano  | Ciudad del Vaticano | 2008        |